# Tatarka (obwód omski)
Tatarka (ros. Татарка) – wieś (sieło) w Rosji, w obwodzie omskim, w rejonie czerłackim. W 2010 liczyła 1339 mieszkańców.